# スイスドイツ語
スイスドイツ語（スイスドイツご、標準ドイツ語: Schweizerdeutsch, スイスドイツ語: Schwyzerdütsch）は、スイスで使われるドイツ語の方言で、アレマン語に属する高地アレマン語が中核となっている。スイスの公用語の一つであるスイス標準ドイツ語とは異なる。
しかし、同じスイスのドイツ語圏内でも、ベルン方言、チューリッヒ方言、ウーリ方言、ツーク方言、ザンクトガレン方言などの各方言に差異があるために、その総称でもあるスイスアレマン語やスイス語とも呼ばれる。

## 方言
- 高地アレマン語 Hochalemannisch
  - グラウビュンデン＝グリゾン方言 Bündnerdeutsch
  - ザンクト・ガレン方言 St. Galler Dialekt
  - ベルン方言 Berndeutsch
  - チューリッヒ方言 Zürichdeutsch
  - アッペンツェル方言 Appenzeller Dialekt
  - ルツェルン方言 Luzerner Dialekt
  - ツーク方言 Zuger Dialekt
  - トゥールガウ方言 Thurgauer Dialekt
- 最高地アレマン語 Höchstalemannisch
  - ヴァリス方言 Walliserdeutsch
  - ベルナー・オーバーラント方言 Berner Oberländisch
  - オプヴァルデン方言 Obwaldner Dialekt
  - ウーリ方言 Urnerdeutsch
  - グラールス方言 Glarner Dialekt
  - フリブール・ゼンゼ方言 Senslerdeutsch
- 低地アレマン語 Niederalemannisch
  - バーゼル方言 Baseldeutsch

## 概要
ドイツやオーストリアのドイツ語とは発音や語彙にかなり差異があるため、ドイツ・オーストリア両国のドイツ語話者すら理解が困難なほどである。
また、スイスドイツ語という統一の言語があるわけではなく、地域による方言差が大きいため、ドイツ語圏のスイス人でも別の地域の言葉の理解は容易ではない。スイスドイツ語を母語とする住民は標準ドイツ語に関して、読み書きは問題がないが会話は苦手としている例もある。スイスの学校では標準ドイツ語の授業が、半ば外国語学習として行われている。
なお、スイスにはイタリア語（ロンバルド語・ティチーノ語）、ロマンシュ語、フランス語を使う地域もあるが、これらの地域では標準ドイツ語と英語を学ぶ。
ドイツやオーストリアでは、古来からあった ss を ß で表記することが多いが、スイスではフランス語やイタリア語などにないこの文字を避け、ss を使用することが多いのが特徴である。
- k/p/t は標準ドイツ語のような有気音にはならない。
- b/d/g は常に無声化し、[p]/[t]/[k] となる。
- l は音節化するか、u[w] の音となる。
- r はほとんどの地域で [r]（歯茎ふるえ音）が用いられるが、バーゼル方言や東スイスの一部では [ʀ]（口蓋垂ふるえ音）が用いられる。

また、一人称を ich （イッヒ）ではなく I （イー）と表記する場合もある。

## 単語・地名
| 日本語        | スイスドイツ語   | ドイツ標準ドイツ語 |
| ------------- | ---------------- | ------------------ |
| こんにちは    | Grüezi/Grüessech | Guten Tag          |
| ありがとう    | Merci            | Danke              |
| さようなら    | Uf Wiederluege   | Auf Wiedersehen    |
| スイス        | Schwiiz          | Schweiz            |
| チューリッヒ  | Züri             | Zürich             |
| 給与          | Lohn             | Gehalt             |
| 駐車する      | parkiere         | parken             |
| 自転車        | Velo             | Fahrrad            |
| 小さな食器棚  | Chuchichäschtli  | Küchenschränkchen  |
| 泡立て器      | Schwingbesen     | Schneebesen        |
| クリーム      | Nidle            | Sahne              |
| バター        | Anke             | Butter             |
| ニンジン      | Rüebli           | Karotte            |
| ジャガイモ    | Härdöpfel        | Kartoffel          |
| チョコレート  | Schoggi          | Schokolade         |
| 美味しい      | fein             | lecker             |
| 馬            | Ross             | Pferd              |
| 病院          | Spital           | Krankenhaus        |
| 救急車        | Ambulanz         | Krankenwagen       |
| 携帯電話      | Natel            | Handy              |
| 飲み屋        | Beiz             | Kneipe             |
| 有給休暇      | Ferien           | Urlaub             |
| 管理人 (建物) | Abwart           | Hausmeister        |
| 理容師        | Coiffeur         | Friseur            |
| 運転免許証    | Fahruswiis       | Führerschein       |
| 歩道          | Trottoir         | Gehweg             |
| ハンカチ      | Nastuch          | Taschentuch        |
| 封筒          | Couvert          | Briefumschlag      |
| 乗車券        | Billett          | Fahrkarte          |

## 脚註
1. ↑  『言語学大辞典セレクション・ヨーロッパの言語』、278頁。